# Gingerol
Gingerol of [6]-gingerol is een organische verbinding die het meest verantwoordelijk is voor de scherpe smaak van de wortelstok van de gemberplant (Zingiber officinale). Gingerol is het voornaamste bestanddeel van het extract van de wortelstok, dat een complex mengsel is van relatief onstabiele fenolverbindingen, waaronder andere gingerolen met een zijketen van verschillende lengte ([8]- en [10]-gingerol), shogaolen, paradolen en nog meer. Gingerol is een gele vloeistof, maar in zuivere toestand is het een kristallijne stof met een laag smeltpunt.
Op de Scovilleschaal scoort [6]-gingerol 60.000 eenheden en [6]-shogaol 160.000.
Het getal n waarmee een [n]-gingerol wordt aangeduid, is het aantal koolstofatomen in het aldehyde dat ontstaat door een afbraakreactie, met name de omgekeerde of retro-aldolreactie van gingerol. Bij [6]-gingerol levert deze afbraakreactie het aldehyde hexanal met zes koolstofatomen (C6H12O), en het keton zingeron:
 →  + 
Deze reactie gebeurt wanneer gingerol wordt verhit, zoals bij het koken van gemberwortels, en gaat ook langzaam op bij het bewaren van gemberextract. Zingeron is niet zo scherp van smaak als gingerol.
Shogaol is een ander afbraakproduct van gingerol, ontstaan door de dehydratie (afsplitsing van de hydroxylgroep op de zijketen) van gingerol. Dit gebeurt bij het drogen van gember. Shogaol is meer dan dubbel zo scherp van smaak dan gingerol, vandaar dat gedroogde gember, die minder gingerol en meer shogaol bevat, scherper smaakt dan verse:
 →  + H2O
Dit zijn de twee belangrijkste afbraakreacties van gingerol.